# Еглінтон (острів)
Еглінтон (англ. Eglinton Island) — острів Канадського Арктичного архіпелагу. Належить до групи островів Королеви Єлизавети. Станом на 2012 рік — безлюдний.

## Географія

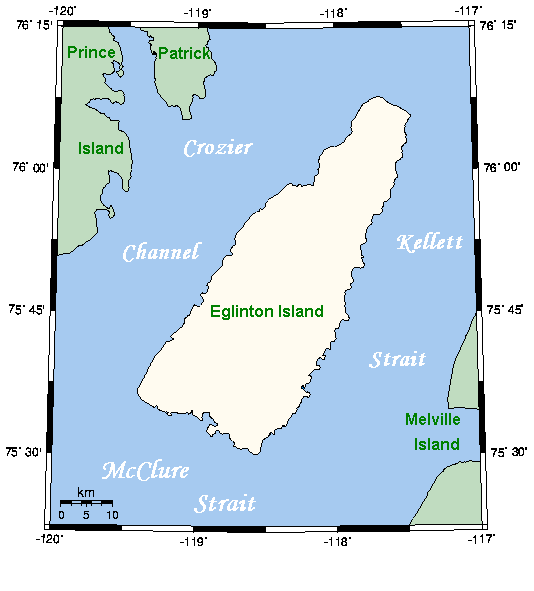
Карта острова Еглінтон

Площа острова становить 1541 км², він займає 13-е місце за площею серед островів Королеви Єлизавети.
Розташований у західній частині канадської Арктики, в південно-західному кутку архіпелагу Острови Королеви Єлизавети. Острів лежить за 22 км від західного узбережжя острова Мелвілл, від якого відділений протокою Келлет і за 23 км від південно-східного берега острова Прінс-Патрік, від якого відділений протокою Крожер. Протока Мак-Клур шириною 130 км розділяє Еглінтон і острів Бенкс, що лежить на південь.
За формою острів Еглінтон дещо нагадує пляшку, шийка якої повернена на північний схід. Найбільша ширина острова на південному заході становить 27 км, на північному сході — 9 км, найбільша довжина — 73 км. Прибережна зона є низиною, що повільно підвищується до центру острова до висоти 200 м. Північна частина острова є найнижчою — висота над рівнем моря всього 10—20 м.

## Історія
Першим європейцем, який побував на острові, був Джордж Мечем 1853 року. Весною того ж року він обстежив острів разом із Френсісом Мак-Клінтоком.